# Алексеевка (Павлодарский район)
Алексеевка (каз. Алексеевка) — упразднённое село в Павлодарском районе Павлодарской области Казахстана. Входило в состав Мичуринского сельского округа. Ликвидировано в 2004 г.

## Население
В 1989 году население села составляло 135 человек. По данным переписи 1999 года, в селе проживал 121 человек (60 мужчин и 61 женщина).